# Émile Bois
Émile Bois, né le 30 octobre 1875 à Paris et mort le 18 décembre 1960 à Paris, est un architecte français.

## Biographie
Pendant la Première Guerre mondiale, Émile Bois est mobilisé au 39e régiment d'infanterie territoriale.
Il est architecte en chef de la ville de Paris des bâtiments civils et palais nationaux. Il meurt à son domicile au no 4 avenue Hoche à Paris.

## Distinctions
- Officier d'académie (19 janvier 1913)
- Croix de guerre 1914–1918 (27 août 1917)
- Officier de l'Instruction publique (juillet 1922)
- Chevalier de la Légion d'honneur (10 octobre 1930)
- Chevalier de l'ordre du Mérite agricole (22 août 1936)
- Officier de la Légion d'honneur (15 janvier 1954)[1]

## Réalisations
- Église Saint-Pierre-de-Chaillot, Paris
- Immeuble le Métropole, Rouen
- Piscine de la Butte-aux-Cailles, Paris
- Cité scolaire de l'École nationale vétérinaire d'Alfort, Maisons-Alfort
- Tombe de César Franck, cimetière du Montparnasse, Paris
- Groupe scolaire, rue Vauvenargues et rue Belliard, Paris
- Groupe scolaire, rue Gustave-Rouanet, Paris
- Agrandissement de la piscine Hébert, Paris